# Washington C. Whitthorne

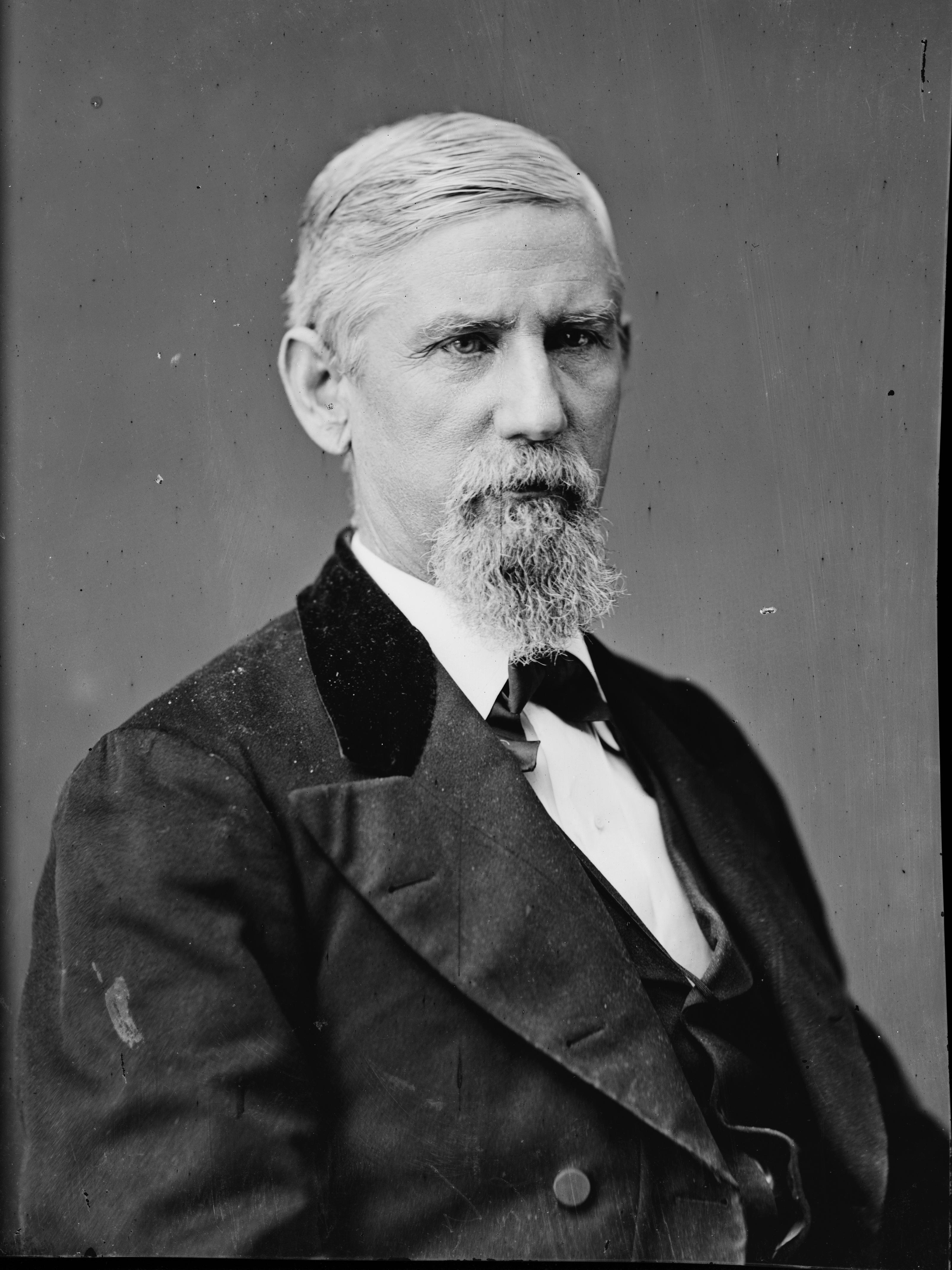
Washington C. Whitthorne

Washington Curran Whitthorne (* 19. April 1825 bei Farmington, Marshall County, Tennessee; † 21. September 1891 in Columbia, Tennessee) war ein US-amerikanischer Politiker (Demokratische Partei), der den Bundesstaat Tennessee in beiden Kammern des Kongresses vertrat.
Nach dem Besuch der Campbell Academy, einer Privatschule in Lebanon, nahm Whitthorne ein Studium am East Tennessee College (der heutigen University of Tennessee) auf und graduierte dort 1843. Dem Abschluss in Jura folgte 1845 die Aufnahme in die Anwaltskammer. In der Folge war er zunächst bei der Regierung von Tennessee angestellt, ehe er eine eigene Anwaltspraxis in Columbia eröffnete.
Seine politische Laufbahn begann mit der Mitgliedschaft im Senat von Tennessee zwischen 1855 und 1858. Von 1859 bis 1861 gehörte er in der Eigenschaft des Speakers dem Repräsentantenhaus von Tennessee an. Nach dem Ausbruch des Amerikanischen Bürgerkriegs wurde Whitthorne 1861 Adjutant General von Tennessee, also oberster militärischer Befehlshaber seines Staates. Diese Funktion behielt er bis 1865 bei.
Nach der Niederlage der Südstaaten im Bürgerkrieg wurden Whittornes volle Bürgerrechte erst 1870 durch den Kongress wiederhergestellt. Im selben Jahr bewarb er sich erstmals um einen Sitz im US-Repräsentantenhaus und war erfolgreich. Er wurde fünfmal wiedergewählt und stand dabei von 1875 bis 1881 dem Marineausschuss vor.
Nach dem Rücktritt von Senator Howell Edmunds Jackson wurde Washington C. Whitthorne von Gouverneur William B. Bate zu dessen Nachfolger im Senat berufen. Der Senat bestätigte ihn für die restliche Amtszeit, sodass diese sich letztlich vom 16. April 1886 bis zum 3. März 1887 erstreckte. In der Folge kehrte er ins Repräsentantenhaus zurück, dem er noch einmal von 1887 bis 1891 angehörte.
Nach seinem Ausscheiden aus dem Kongress zog Whitthorne wieder nach Columbia, wo er noch im selben Jahr starb. Die Whitthorne Middle School wurde dort nach ihm benannt.